# PIANO
PIANO (PIANO?) è una serie animata giapponese trasmessa dal 2002 sino al gennaio 2003 che conta 10 episodi. Gli episodi sono stati raccolti su 3 DVD da The Right Stuf International negli Stati Uniti.

## Trama
Miu Nomura ha sempre amato suonare il pianoforte sin da quando era una piccola bambina ma il tempo passa e diventa una ragazza introversa che non riesce ad esprimere i suoi sentimenti, la serie continua con le sue difficoltà, con gli amici e l'insegnante che cercano di spronarla e con l'amore per il pianoforte che non abbandona mai la ragazza.

## Personaggi
- Miu Nomura (doppiata da Ayako Kawasumi) – La protagonista della storia, ama suonare il suo piano e desidera mostrare a tutti i suoi sentimenti grazie a tale strumento.
- Shirakawa (doppiata da Mitsuru Miyamoto)
- Kazuya Takahashi (doppiato da Jun Fukuyama)
- Seiji Nomura (doppiato da Akio Ohtsuka)
- Hitomi Nomura (doppiata da Yūko Sasaki)
- Akiko Nomura (doppiato da Michiko Neya)
- Yuuki Matsubara (doppiata da Tomoko Kawakami)
- Nagasawa (doppiato da Atsushi Kisaichi)
- Takizawa (doppiato da Soichiro Hoshi)
- Ms. Yuunagi (doppiata da Misa Watanabe)

## Titolo episodi
| N. | Titolo           |
| -- | ---------------- |
| 1  | ~con sentimento~ |
| 2  | ~con tenerezza~  |
| 3  | ~con spirito~    |
| 4  | ~con allegrezza~ |
| 5  | ~con passione~   |
| 6  | ~con brio~       |
| 7  | ~con bravura~    |
| 8  | ~con melancolia~ |
| 9  | ~con amore~      |
| 10 | ~con grazia~     |

## Sigle
Sigla iniziale
- ...to you di Ayako Kawasumi

Sigla finale
- Kokoro no oto di Yoko Ueno

Ayako Kawasumi, la doppiatrice di Miu Nomura, ha iniziato a suonare il pianoforte sin da quando era bambina proprio come la protagonista, fra l'altro è stata proprio lei a comporre e suonare la sigla iniziale ...to you, suonata con il pianoforte e senza alcuna parola.